# 维吾尔裔美国人协会
维吾尔裔美国人协会（維吾爾語：ئامېرىكا ئۇيغۇر جەمئىيىتى‎）创立于1998年，该协会自称是" 致力于促进的维吾尔文化的保存和繁荣，支持维吾尔族人民利用和平、民主的方式来决定自己的领土的政治前途。" 该协会每年通过国家民主基金会从美国联邦预算中获得249000美元用于人权研究和宣传项目。

## 目标
促进维吾尔人文化和人权。

## 外部連結
- 官方網站 （页面存档备份，存于）
- Uyghur News website （页面存档备份，存于）